# 1932년 동계 올림픽 개썰매
1932년 동계 올림픽의 개썰매 경주는 임시종목으로 미국 레이크플래시드에서 경기가 진행됐다. 대회는 뉴잉글랜드 개썰매 클럽의 규칙을 통해 진행되었고, 25.1 마일(40.5 km)이상의 장거리를 2번 이상 달렸다. 썰매 한 개당 개 6마리가 달렸다.

## 예선
노르먼 D. 버건은 1932년 겨울에 뉴잉글랜드 개썰매 클럽이 주최한 뉴햄프셔주의 워너랭킷에서 치러진 대회로 예선을 통과했다. 20개의 팀이 올림픽 대회 2주 전에 이틀 동안 치러진 경기에 참가했다.
그 당시에는 에밀 세인트 고다드가 경제적 지원이 없어 대회에 참가하지 못할 것이라고 예상되었다.

## 참가 국가
2개국에서 온 12명의 선수들이 대회에 참가했다.
- 미국
- 캐나다

## 결과
| 순위 | 선수                      | 1차시기   | 2차시기   | 총계      |
| ---- | ------------------------- | --------- | --------- | --------- |
| 1    | 에밀 세인트 고다드 (CAN)  | 2:12:05.0 | 2:11:07.5 | 4:23:12.5 |
| 2    | 레온하드 세팔라 (USA)     | 2:13:34.3 | 2:17:27.5 | 4:31:01.8 |
| 3    | 쇼티 러시크 (CAN)         | 2:26:22.4 | 2:21:22.2 | 4:47:44.6 |
| 4    | 헤리 휠러 (CAN)           | 2:33:19.1 | 2:29:35.0 | 5:02:54.1 |
| 5    | 로저 헤인스 (USA)         | 2:34:56.0 | 2:31:31.3 | 5:06:27.3 |
| 6    | 레이몬드 포울리오트 (CAN) | 2:53:14.3 | 2:52:21.5 | 5:45:35.8 |
| 7    | 잭 데팔코 (CAN)           | 2:53:49.5 | 2:55:50.1 | 5:49:39.6 |
| 8    | 스튜아트 벨크네프 (USA)   | 2:57:14.0 | 2:57:08.5 | 5:54:22.5 |
| 9    | 헨리 머피 (USA)           | 2:42:49.4 | 3:15:24.1 | 5:58:13.5 |
| 10   | 덱스터 시어스 (USA)       | 3:00:21.7 | 3:01:49.5 | 6:02:11.2 |
| 11   | 노르먼 D. 버건 (USA)      | 3:24:10.0 | 3:49:46.0 | 7:13:56.0 |
| 12   | 에바 실레이 (USA)         | 3:28:01.7 | 3:46:45.0 | 7:14:46.7 |